# Heinz Stücke
Heinz Stücke (né le 11 janvier 1940 à Hövelhof) est un citoyen allemand qui parcourt le monde à vélo depuis 1960.
Depuis le 22 août 1960, il sillonne le monde à vélo. Après une première expérience de 2 ans (et de 17 000 km), il rentre chez lui. Cependant, le 4 novembre 1962, il repart de sa ville natale, Hövelhof en Rhénanie-du-Nord-Westphalie, sur un vélo à trois vitesses pour visiter le monde. Il n'est jamais retourné chez lui depuis, car son désir de voyager a été en partie motivé par son désir de ne pas retrouver les gens de son village « à l'esprit étroit ».
Dans les années 1980, après deux décennies sur la route, il décide de visiter tous les pays du monde. En 2006, il a parcouru plus de 539 000 km et visité 192 pays. En mai 2006, il a été cité dans la presse en Angleterre après s'être fait voler son vélo, le même qu'il utilise depuis son départ en 1962. Entre 1995 et 1999, il a été référencé dans le Livre Guinness des records en tant que personne ayant le plus voyagé au monde. Il a amassé plus de 100 000 photos de ses voyages.